# Paulína Hudáková
Paulína Hudáková (* 23. Februar 1998 in der Slowakei) ist eine slowakische Floorballspielerin.

## Karriere

### Vereinskarriere
Gemeinsam mit ihrer Zwillingsschwester Kristína Hudáková begann sie ihre Karriere bei FBK Kométa Spišská Nová Ves und spielte dort bis ins Jahr 2017. Zur Saison 2017/18 wechselte sie und ihre Zwillingsschwester nach Tschechien zu FBC Ostrava in die Extraliga, die höchste Spielklasse im tschechischen Floorball. Nachdem sie mit der Mannschaft aus der tschechischen Stadt Ostrava in der Saison 2021/22 den dritten Platz in der Hauptrunde erreichte man in den Playoffs das Finale. Man traf dort auf Florbal Chodov und konnte sich in der O2 Arena in der tschechischen Hauptstadt Prag durch einen 4:2-Sieg den tschechischen Meistertitel sichern.

### Nationalmannschaftskarriere
Nachdem sie bereits früher für die Junioren-Nationalmannschaft der Slowakei gespielt hatte, nahm sie in der A-Nationalmannschaft gemeinsam mit ihrer Zwillingsschwester Kristína Hudáková an der Weltmeisterschaft 2015 teil, bei der die slowakische Mannschaft den achten Platz belegte. Zwei Jahre später konnte sie mit der slowakischen Mannschaft den fünften Platz bei der Weltmeisterschaft erzielen. Zudem konnte sie während des Turniers 12 Tore und 15 Assists sammeln und ist seitdem die Spielerin mit den meisten Scorerpunkten bei einer einzigen Austragung. In der Folge nahm sie auch in den Jahren 2019. 2021 und 2023 an den Weltmeisterschaften teil.